# Deutsche in Kars und Ardahan
Die Deutschen in Kars und Ardahan (lokale Bezeichnung: Nemis, von russisch Не́мцы Nemz) waren eine heute so gut wie verschwundene deutschsprachige evangelisch-lutherische Bevölkerungsgruppe in den türkischen Provinzen Kars und Ardahan. Sie ließen sich dort nieder, nachdem das Gebiet nach dem Russisch-Osmanischen Krieg (1877–1878) im Frieden von San Stefano 1878, bestätigt auf dem Berliner Kongress, an das Russische Reich gefallen war. Es handelte sich um Personen aus den Kolonien deutscher, zumeist württembergischer Siedler, die seit Beginn des 19. Jahrhunderts im damals russisch gewordenen Transkaukasien gegründet worden waren (Kaukasiendeutsche). Als nach dem Ersten Weltkrieg und den turbulenten Nachkriegsjahren das Gebiet als Teil der von türkischer Seite so genannten Elviye-i Selâse an die neugegründete Republik Türkei gefallen war, wurden auch die verbliebenen Siedler türkische Staatsbürger. Ihre Nachkommen sind so gut wie vollständig nach dem Zweiten Weltkrieg bis in die 1970er Jahre nach Deutschland ausgewandert bzw. haben sich (u. a. durch Eheschließung von Frauen mit türkischen Männern) vollständig an ihre türkische Umgebung assimiliert. Als Deutsche wurden von der lokalen Bevölkerung auch Esten angesehen, die wie die Deutschen evangelisch-lutherisch waren und sich ebenfalls dort niedergelassen hatten. Das in der Türkei als „deutsches Dorf“ (Alman köyü) bekannte Karacaören ist hingegen eine estnische Gründung mit dem ursprünglichen Namen Nowoestonskoje („Neu-Estland“).
Die deutschen Kolonisten gründeten u. a. 1891 die Siedlung Petrowka (heute unter dem Namen Paşaçayırı ein Stadtteil von Kars) Mit Ausbruch des Ersten Weltkriegs wurde Petrowka wegen der Nähe zur osmanischen Grenze geräumt und seine deutsche Einwohnerschaft deportiert, die zuletzt etwa 200 Personen umfasst haben soll. Dennoch finden sich Spuren von Deutschen, die sich auch mit Esten verheirateten. Familien solch gemischter Herkunft wurden von den Beteiligten als „deutsch“ angesehen. Spuren dieser Deutschen, die bei der Einführung von Familiennamen in der Türkei auch türkische Familiennamen bekamen, finden sich in den Ortschaften Karacaören, Boğatepe (ehemals: Zavod) und Alagöz (Provinz Ardahan).
Bei der Volkszählung 1965 in der Türkei gaben noch 21 Personen an, deutsche Muttersprachler zu sein Bis in die 1960er Jahre lebte noch eine deutsche protestantische Familie in Kars, die sich mit der Herstellung von Käse befasste, wofür die Provinz bekannt ist. Inzwischen ist die Produktion in die Hände von Türken übergegangen. Soweit der Betrieb in der Familie geblieben ist, ist auch die nachfolgende Generation nach Einheirat türkischer Ehepartner zu Türken geworden. In den 1970er Jahren waren dann die letzten Deutschen abgewandert, teils nach Deutschland, teils in die Großstädte der Türkei, wo sich ihre Spur verliert.
Ein vergleichbares Schicksal traf auch die mit den Deutschen verbundenen Esten im „deutschen Dorf“ Karacaören. Ein größerer Teil war nach dem Ersten Weltkrieg abgewandert. Zu Beginn der 1960er Jahre gab es in Karacaören noch 14 estnische Häuser. Die Esten litten unter fehlenden Möglichkeiten zur Eheschließung. Sofern keine Heirat mit Deutschen oder (bis zu deren Abwanderung) mit Molokanen möglich war, blieb als einzige Möglichkeit die mit der Konversion zum Islam verbundene Eheschließung mit türkischen Muslimen ihrer Umgebung 1969 gab es nur mehr 20 Personen, die Estnisch sprachen und 58, die sich als Esten bekannten. 1972 war nach Abwanderung nach Deutschland nur mehr eine Restbevölkerung von 15 Personen im Ort verblieben. Bis Mitte der 1970er Jahre erlosch die estnische Sprache im Ort. Die materielle Kultur glich sich allmählich der der Umgebung an. Als letztes Unterscheidungsmerkmal blieb bis zuletzt die evangelische Konfession. Hertsch und Er trafen bei ihrer Suche nach deutschen Hinterlassenschaften nur mehr eine deutsch-estnische Familie an, in der niemand mehr Deutsch oder Estnisch sprechen konnte und die weitgehend türkisch akkulturiert war.
Verbliebenes Vermächtnis der Deutschen und auch der Esten sind die baulichen Hinterlassenschaften (Gebäude im europäischen Stil) in Paşaçayırı und Karacaören, die aber auch von Verfall und Abriss und Neubau bedroht sind, bei den Deutschen noch zusätzlich der Wirtschaftszweig der Käseproduktion.